# Nicolás Emanuel Fernández
Nicolás Emanuel Fernández (Santa Fe, Argentina; 8 de febrero de 1996) es un futbolista argentino. Juega de delantero y su equipo actual es Belgrano de Córdoba de la Liga Profesional Argentina.

## Vida personal
Es hermano de los también futbolistas Brian Fernández, Leandro Fernández y Juan Cruz Villagra.

## Trayectoria

### Defensa y Justicia
Debutó el 6 de diciembre de 2014 frente a Olimpo. En 2017, volvió a formar parte del primer equipo. Marcó su primer gol frente a San Lorenzo, partido en el que su equipo perdió 3-1. El 5 de noviembre de 2017, marcó su primer "doblete" frente a Temperley. En la siguiente fecha se despachó con otros dos goles ante Lanús, y dos fechas después logró su tercer doblete ante Godoy Cruz llegando así a su séptimo tanto en siete partidos disputados en el campeonato.
Para la temporada 2018-19, ya asentado en el equipo, se convertiría en pieza clave. En el partido de ida de la Copa Sudamericana frente a El Nacional de Ecuador, marcaría el primer tanto en la victoria 2-0. En la vuelta su equipo perdió 1-0 pero pasó de ronda.
Por la primera fecha de la Superliga. Ingresa desde el banco frente a Lanús cuando su equipo perdía 2-0; en su ingreso, sacó a relucir su talla goleadora marcando otra vez un doblete frente al granate, para así poder rescatar un empate en un partido que se le complicaba al conjunto de Florencio Varela. Volvería a marcar el 24 de agosto de 2018, en la fecha 3 contra Independiente, en la victoria por 1-0.

### San Lorenzo
El 20 de enero de 2020, firmó contrato con San Lorenzo de Almagro hasta el 31 de diciembre de 2023. Su debut en el primer equipo como titular se produjo el 25 de enero de 2020, en la fecha 17 de la Superliga Argentina frente a Estudiantes de la Plata, encuentro que finalizó 1-1.

## Estadísticas

### Clubes
Actualizado hasta su último partido disputado el 9 de agosto de 2025.
| Club                         | Div.          | Temporada     | Liga  | Liga  | Liga   | Copas nacionales | Copas nacionales | Copas nacionales | Copas internacionales | Copas internacionales | Copas internacionales | Total | Total | Total  |
| Club                         | Div.          | Temporada     | Part. | Goles | Asist. | Part.            | Goles            | Asist.           | Part.                 | Goles                 | Asist.                | Part. | Goles | Asist. |
| ---------------------------- | ------------- | ------------- | ----- | ----- | ------ | ---------------- | ---------------- | ---------------- | --------------------- | --------------------- | --------------------- | ----- | ----- | ------ |
| Defensa y Justicia Argentina | 1°            | 2014          | 2     | 0     | 0      | —                | —                | —                | —                     | —                     | —                     | 2     | 0     | 0      |
| Defensa y Justicia Argentina | 1°            | 2015          | —     | —     | —      | —                | —                | —                | —                     | —                     | —                     | 0     | 0     | 0      |
| Defensa y Justicia Argentina | 1°            | 2016          | —     | —     | —      | —                | —                | —                | —                     | —                     | —                     | 0     | 0     | 0      |
| Defensa y Justicia Argentina | 1°            | 2016-17       | —     | —     | —      | —                | —                | —                | —                     | —                     | —                     | 0     | 0     | 0      |
| Defensa y Justicia Argentina | 1°            | 2017-18       | 18    | 8     | 3      | 1                | 0                | 0                | 2                     | 1                     | 0                     | 21    | 9     | 3      |
| Defensa y Justicia Argentina | 1°            | 2018-19       | 23    | 8     | 2      | 3                | 1                | 0                | 7                     | 3                     | 0                     | 33    | 12    | 2      |
| Defensa y Justicia Argentina | 1°            | 2019-20       | 16    | 1     | 3      | 2                | 0                | 0                | —                     | —                     | —                     | 18    | 1     | 3      |
| C. A. San Lorenzo Argentina  | 1°            | 2019-20       | 4     | 0     | 0      | —                | —                | —                | —                     | —                     | —                     | 4     | 0     | 0      |
| C. A. San Lorenzo Argentina  | 1°            | 2020          | —     | —     | —      | 6                | 1                | 1                | —                     | —                     | —                     | 6     | 1     | 1      |
| C. A. San Lorenzo Argentina  | 1°            | 2021          | 22    | 4     | 3      | 10               | 2                | 4                | 8                     | 2                     | 1                     | 40    | 8     | 8      |
| C. A. San Lorenzo Argentina  | 1°            | 2022          | —     | —     | —      | 14               | 0                | 2                | —                     | —                     | —                     | 14    | 0     | 2      |
| C. A. San Lorenzo Argentina  | Total club    | Total club    | 26    | 4     | 3      | 30               | 3                | 7                | 8                     | 2                     | 1                     | 64    | 9     | 11     |
| Defensa y Justicia Argentina | 1°            | 2022          | 24    | 4     | 1      | 2                | 0                | 0                | —                     | —                     | —                     | 26    | 4     | 1      |
| Defensa y Justicia Argentina | 1°            | 2023          | 26    | 12    | 2      | 14               | 3                | 0                | 10                    | 8                     | 2                     | 50    | 23    | 4      |
| Defensa y Justicia Argentina | 1°            | 2024          | 3     | 1     | 1      | 15               | 5                | 1                | 5                     | 1                     | 0                     | 23    | 7     | 2      |
| Defensa y Justicia Argentina | Total club    | Total club    | 112   | 34    | 12     | 37               | 9                | 1                | 24                    | 13                    | 2                     | 173   | 56    | 15     |
| C. A. Belgrano Argentina     | 1°            | 2024          | 16    | 5     | 3      | —                | —                | —                | 2                     | 0                     | 0                     | 18    | 5     | 3      |
| C. A. Belgrano Argentina     | 1°            | 2025          | 20    | 8     | 1      | 2                | 2                | 0                | —                     | —                     | —                     | 22    | 10    | 1      |
| C. A. Belgrano Argentina     | Total club    | Total club    | 36    | 13    | 4      | 2                | 2                | 0                | 2                     | 0                     | 0                     | 40    | 15    | 4      |
| Total carrera                | Total carrera | Total carrera | 174   | 51    | 19     | 69               | 14               | 8                | 34                    | 15                    | 3                     | 277   | 80    | 30     |
| 1. 2.                        |               |               |       |       |        |                  |                  |                  |                       |                       |                       |       |       |        |

### Hat-tricks
| 1 | 11 de marzo de 2019 | Estadio Norberto Tomaghello, Florencio Varela | Defensa y Justicia - Banfield    |  | 3 - 2 | Primera División 2018-19 |
| 2 | 29 de junio de 2023 | Estadio Norberto Tomaghello, Florencio Varela | Defensa y Justicia - Millonarios |  | 3 - 1 | Copa Sudamericana 2023   |

## Palmarés

### Distinciones individuales
| Distinción                                     | Año  |
| ---------------------------------------------- | ---- |
| Parte del Equipo Ideal de la Copa Sudamericana | 2023 |